# Spongiidae
Famille
Les Spongiidés (Spongiidae (Gray, 1867)) sont une famille d'éponges de la classe des Démosponges (Demospongiae), de l'ordre des Dictyocératides (Dictyoceratida).

## Taxinomie
Selon World Register of Marine Species (11 mai 2016), la famille comprend les genres suivants :
- genre Coscinoderma Carter, 1883
- genre Evenor Duchassaing & Michelotti, 1864
- genre Hippospongia Schulze, 1879 (syn:. Aphrodite, Ceratodendron)
- genre Hyattella Lendenfeld, 1888 (syn:. Luffariospongia, Trypespongia)
- genre Leiosella Lendenfeld, 1888
- genre Rhopaloeides Thompson, Murphy, Bergquist & Evans, 1987
- genre Spongia Linnaeus, 1759 (syn:. Ditela, Euspongia)

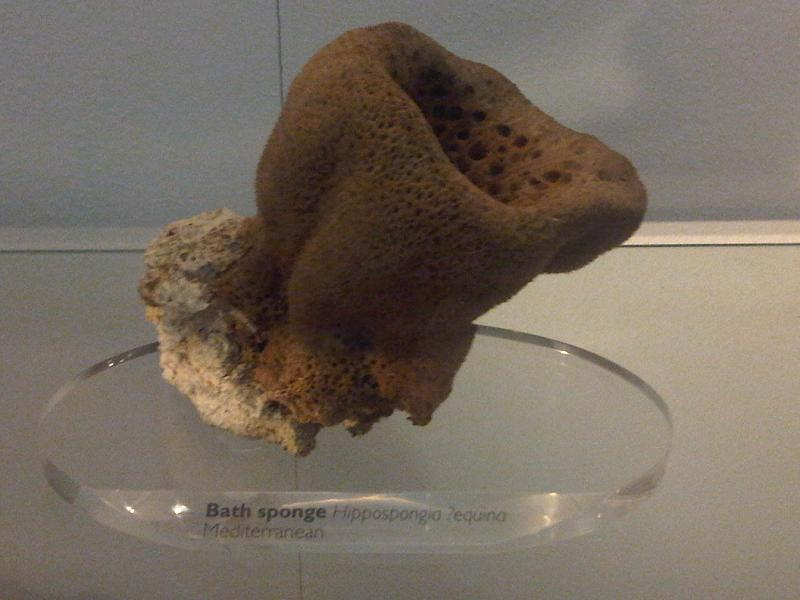
Hippospongia communis
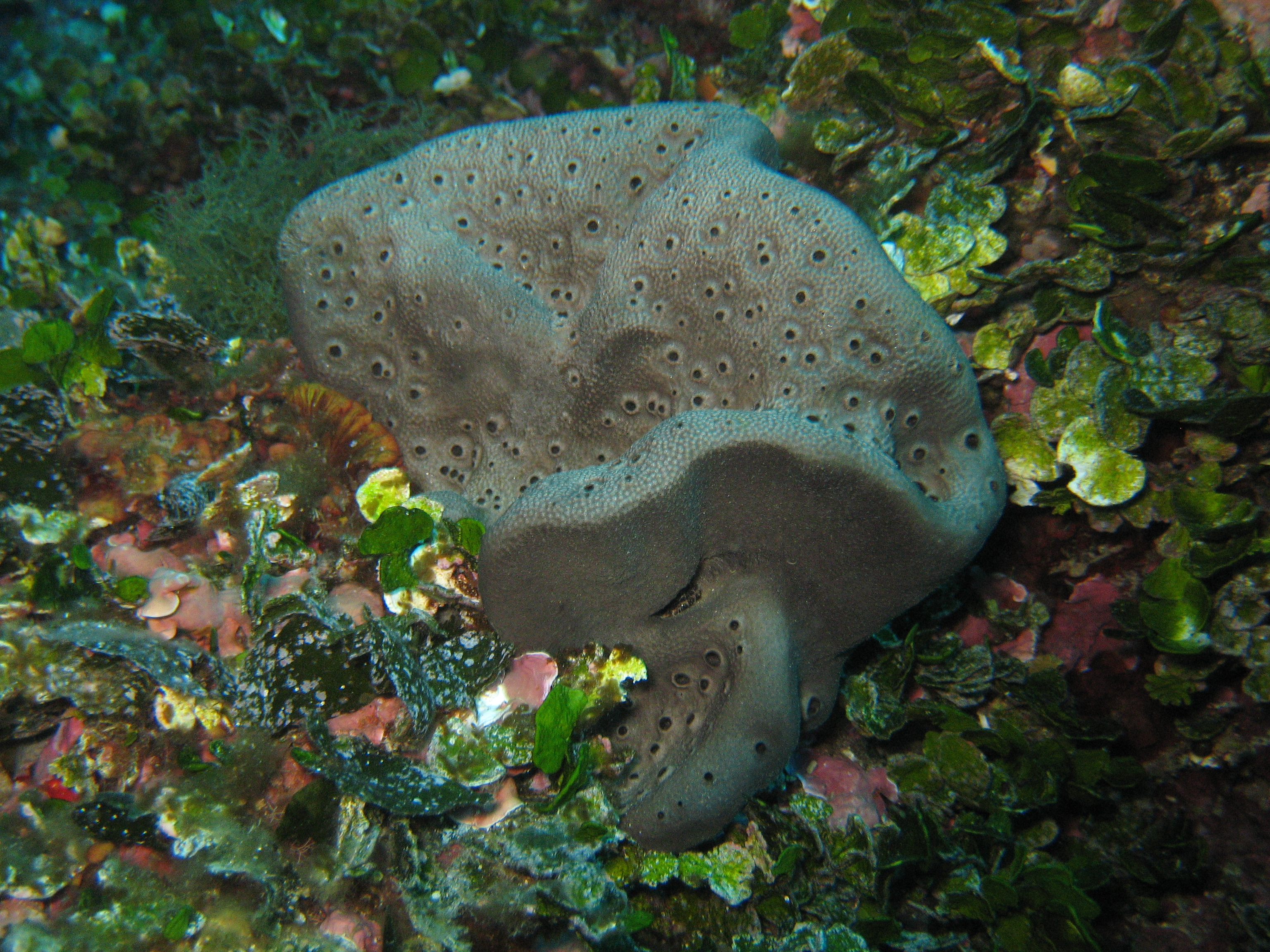
Spongia lamella